# Neodunnia
Genre
Synonymes
- Millettia Wight & Arn., 1834 (préféré par BioLib)[2]
- Pongamia Vent.[2]

Neodunnia est un genre de plantes à fleurs dicotylédones de la famille des Fabaceae, sous-famille des Faboideae, endémique de Madagascar, qui comprend quatre espèces acceptées.
Certains auteurs classent ces espèces dans le genre Millettia Wight & Arn., sauf l'espèce, Neodunnia longeracemosa, classée dans le genre Pongamiopsis R.Vig.

## Liste d'espèces
Selon The Plant List (7 octobre 2018)  :
- Neodunnia atrocyanea R. Vig.
- Neodunnia aurea R. Vig.
- Neodunnia edentata R. Vig.
- Neodunnia longeracemosa R. Vig.